# Abelharuco-de-garganta-azul
O abelharuco-de-garganta-azul (Merops viridis) é uma espécie de ave da família Meropidae.
Pode ser encontrada nos seguintes países: Brunei, Camboja, China, Hong Kong, Indonésia, Laos, Malásia, Filipinas, Singapura, Taiwan, Tailândia e Vietname.
Os seus habitats naturais são: florestas de mangal tropicais ou subtropicais.